# 阿土司
阿土司，也称阿氏土司，明清时期在土族地区设置的一个土司，世居今青海乐都老鸦堡，因自第三代开始以“阿”为姓而得名。始祖失喇本为元朝甘肃省郎中，明洪武四年（1371年）率部归附明朝，第三代土司阿吉凭战功被授以百户。清顺治二年（1645年），十三世阿土司阿世慈归附清朝，至1931年8月青海省政府下令取消土司制度，阿土司共经历560年，先后有21任土司。

## 历史
阿土司的始祖失喇本为蒙古人，元朝末年时曾任甘肃行省郎中，居住在今宁夏平罗一带。元明鼎革后，失喇弃官携带家眷迁居青海海东地区。明洪武四年（1371年），祁贡哥星吉、朵尔只失结等此前归附明朝的蒙古官员在西宁一带招抚各部，失喇率部归附，被任命为总旗，在河州卫指挥使韦正军中效力，奉命在湟水南岸的阿鸾堡（今属海东市乐都区洪水镇）驻牧听调，族人开始定居于乐都一带。
失喇之子把尔加曾被授为小旗随征，是为第二代土司。把尔加之子阿吉凭战功被授以百户，后世子孙均以“阿”为姓。明成化年间，失喇六世孙阿雄袭职，后因功被擢升为副千户。正德二年（1507年），阿雄之子阿正袭职，后被升为指挥同知。嘉靖年间，阿正之子阿清袭指挥佥事职。后因第十一世阿土司阿承印阵亡，再次被升为指挥同知。清顺治二年（1645年），第十三世阿土司阿世慈归附清朝。顺治十二年（1655年），袭指挥同知职。光绪二十年（1894年），第二十一任阿土司阿成栋袭职。1931年8月，青海省政府下令取消土司制度，阿成栋成为最后一任阿土司。

## 备注
1. ↑  也作“失剌”
2. ↑  一说为小旗